# بونود
بونود (به لاتین: Bunud) یک منطقه مسکونی در جمهوری آذربایجان است که در شهرستان قبله واقع شده‌است. بونود ۸۱۹ نفر جمعیت دارد.